# Massachusetts (zatoka)
Massachusetts (ang. Massachusetts Bay) – jedna z większych zatok na amerykańskim wybrzeżu Oceanu Atlantyckiego, część zatoki Maine. Zatoka dzieli się na kilka mniejszych, m.in. Quincy, Dorchester i Boston Harbor. Głównym miastem i portem jest Boston.